# 第1阿波尼四重奏
第1阿波尼四重奏（Apponyi - quartets）是古典音乐作曲家约瑟夫·海顿创作的弦乐四重奏作品。加上第2阿波尼四重奏一共有6首乐曲，出版时这6首乐曲分为2张专辑（每张3首）。第一辑的作品号为第71号作品，第二辑为第74号作品。